# Hrdložábříkovití
Hrdložábříkovití (Synbranchidae) je čeleď ryb z řádu hrdložábří, jejíž zástupci obývají sladké a brakické vody tropů a subtropů všech kontinentů s výjimkou Antarktidy. Mají těla úhořovitého tvaru s malýma očima se silně redukovanými, zakrnělými nebo zcela chybějícími ploutvemi. Jejich žábry jsou redukovány a dýchají převážně vzdušný kyslík, což jim umožňuje alespoň částečný pohyb po souši, dlouhodobý pobyt v bahně nebo obývat hustě zaplevelené, málo okysličené vody.

## Charakteristika
Hrdložábříkovití mají protáhlé tělo úhořovitého tvaru. Prsní a břišní ploutve úplně chybí, i když v rané fázi vývoje se dočasně objevují mohutné prsní ploutve. Hřbetní a řitní ploutve jsou zakrnělé a mají podobu bezpaprskovitého hřebínku. Ocasní ploutev je silně redukována, někdy zcela nevýrazná nebo absentní. Šupiny u většiny druhů chybí. Oči jsou jen velmi malé a u některých druhů umístěny dokonce pod kůží, což způsobuje faktickou slepotu. Dorůstají délky až kolem 150 cm.
Žaberní otvor je u většiny druhů velmi malého štěrbinového či pórovitého tvaru a je umístěn pod hlavou nebo přímo na hrdle. Zástupci rodu Macrotrema mají žaberní otvory standardní velikosti, a tyto otvory se pod hrdlem spojují. Počet obratlů se pohybuje mezi 98–188. Nemají žebra ani plynový měchýř. Většina druhů představuje protogynní hermafrodity, tzn. většina jedinců se rodí jako samice, avšak část z nich se v pozdějším stádiu života přemění na samce. Hrdložábříkovití jsou schopni dýchat vzdušný kyslík díky nadžabernímu orgánu, střevům a vysoce cévnaté ústní dutině, díky čemuž mohou obývat hustě zaplevelené vody, kde bývá kyslíku nedostatek. U mladých jedinců, kteří mají velké prsní ploutve, zajišťují výměnu kyslíku žaberní vlákna těchto ploutví.

Vybraní zástupci
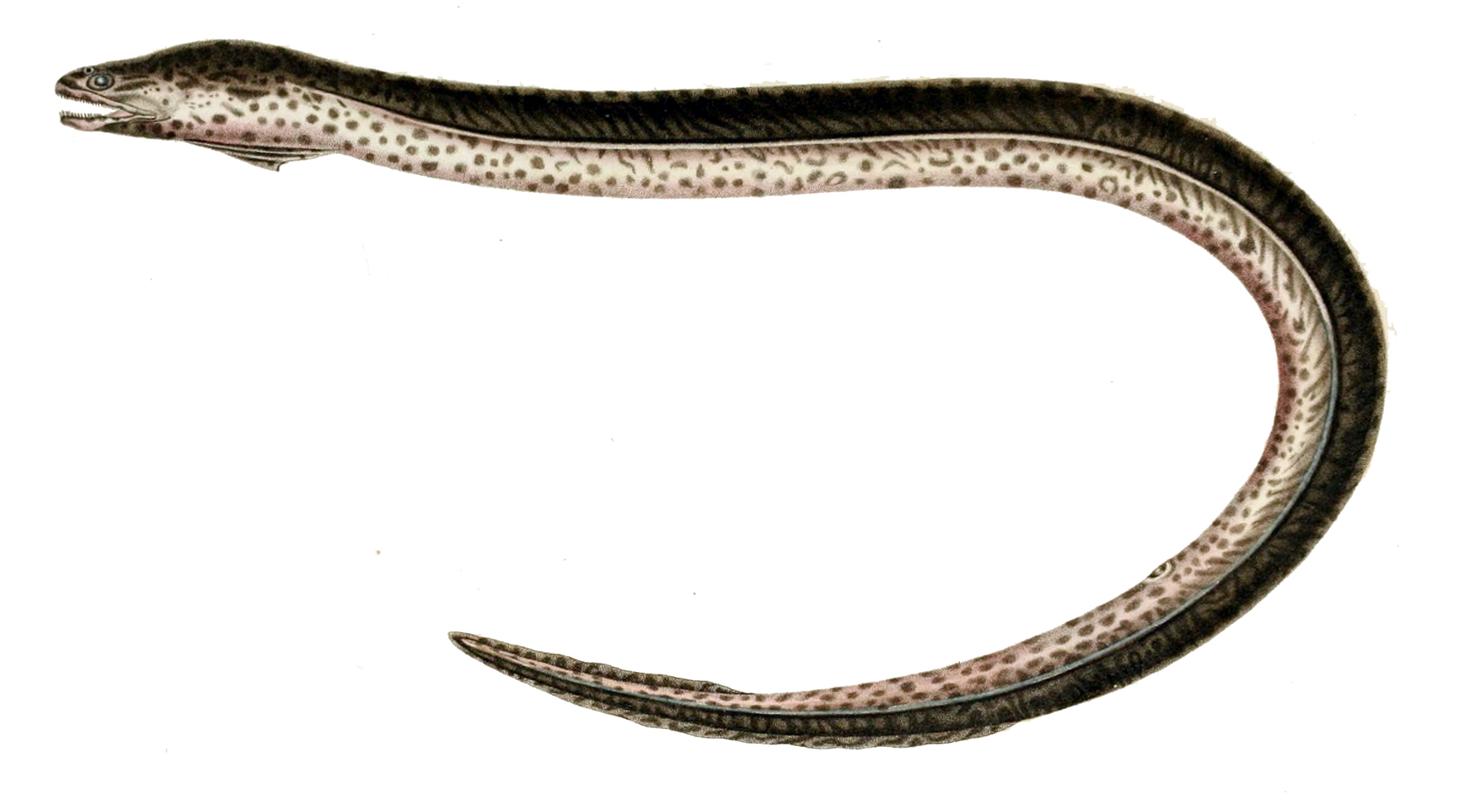
Hrdložábřík mramorovaný (Synbranchus marmoratus)
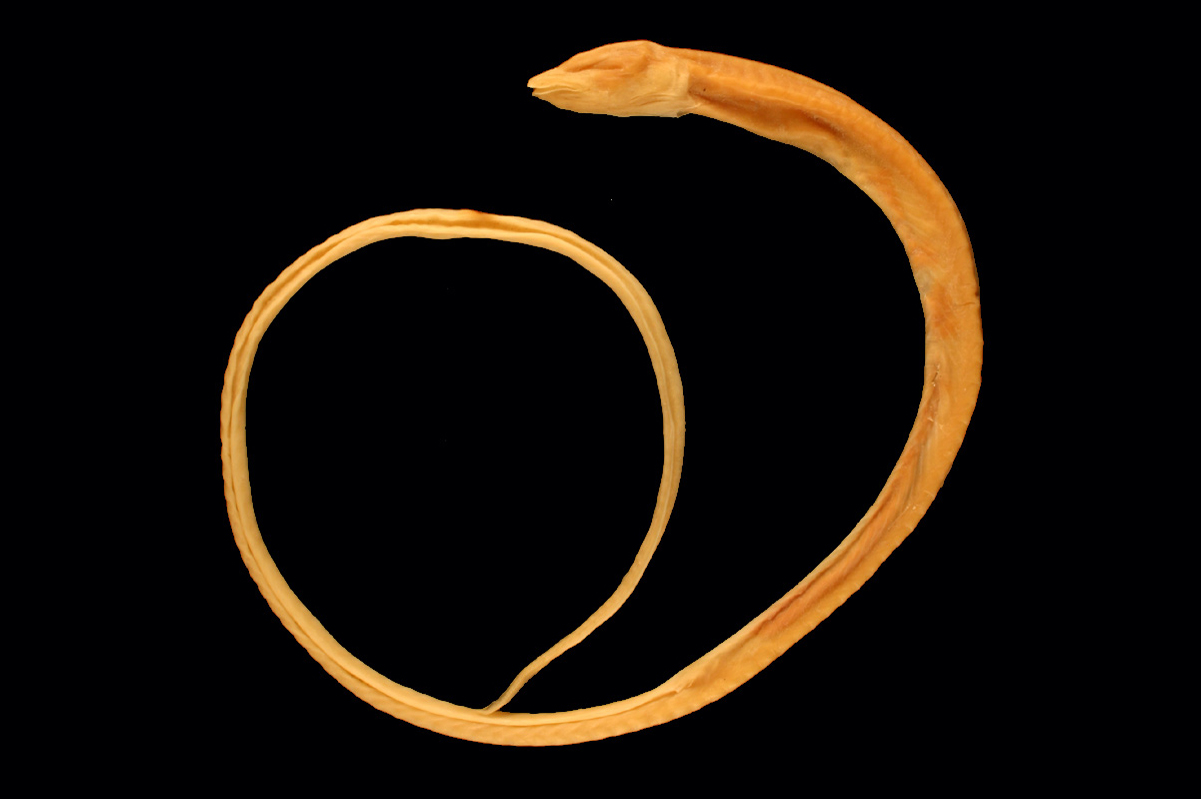
Hrdložábřík bělavý (Ophisternon candidum)
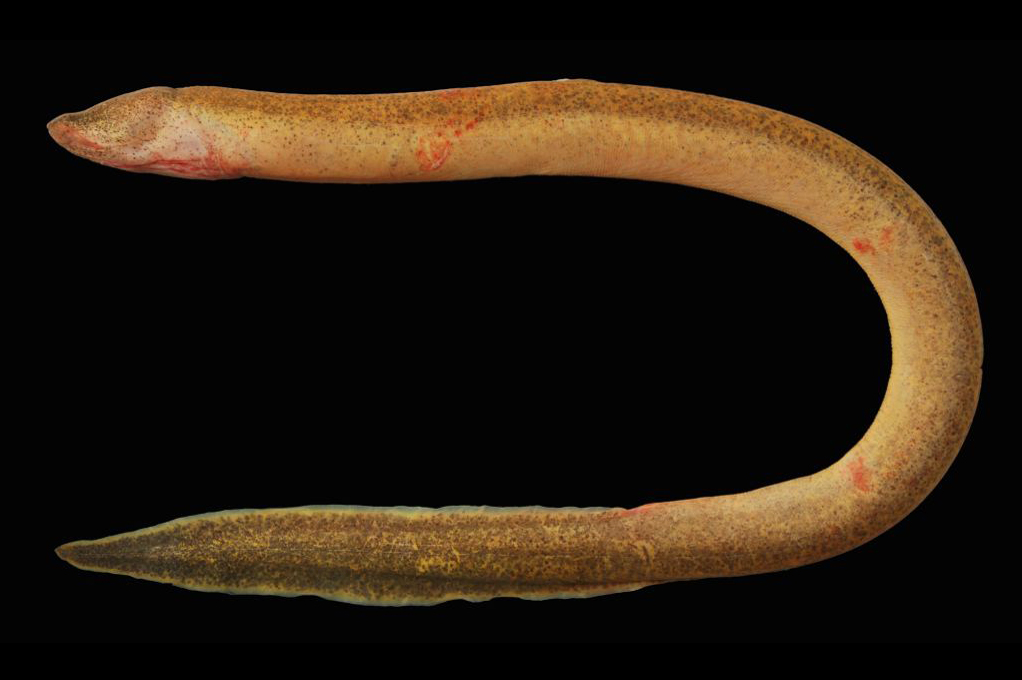
Hrdložábřík bengálský (Ophisternon bengalense)

## Výskyt

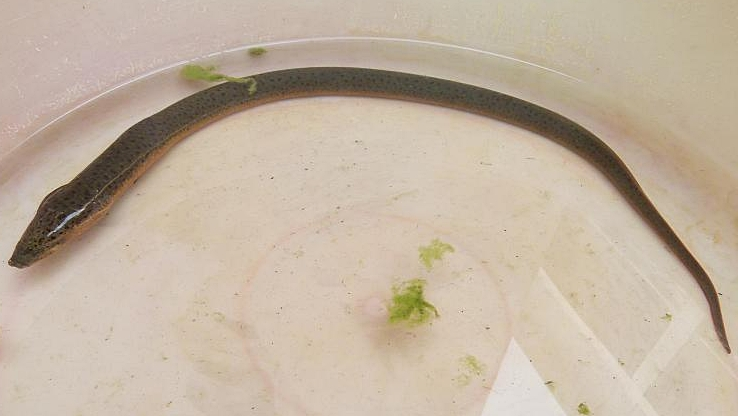
Hrdložábřík asijský

Většina hrdložábříkovitých žije v norách, v bahně nebo jeskyních. Do bahna se přitom mohou zarývat i do hloubek kolem 1,5 m. Některé druhy mohou obývat i studny. Obývají sladké, občas brakické a výjimečně i slané vody tropických a subtropických oblastí. Jejich areál výskytu tvoří severní a západní Afrika, Asie, Austrálie, Jižní a Střední Amerika až po Mexiko. K druhově nejrozmanitějším oblastem patří Západní Ghát, kde se vyskytuje hned 6 druhů. Schopnost dýchání vzdušného kyslíku spolu s relativně vysokou odolností vůči slaným vodám umožňuje hrdložábříkovitým obývat širokou škálu stanovišť i prozkoumávat suchozemské oblasti i slané vody, což patrně dopomohlo k jejich geografické expanzi. Nedávno (2018) popsaný druh Monopterus rongsaw byl objeven zahrabaný ve vlhké zemině 50 m od nejbližší říčky.
Hrdložábřík bílý byl před rokem 1900 introdukován asijskými osadníky na Havaj. V 90. letech 20. století byl poprvé zaznamenán i v kontinentální oblasti Spojených států, kde je považován za invazivní druh.

## Systematika
Ještě v roce 2016 se rozeznávaly 4 rody, avšak v roce 2021 bylo několik druhů z Monopterus vyčleněno do samostatného rodu Rakthamichthys na základě výrazných osteologických a genetických zvláštností, mj. v žaberních obloucích. K roku 2021 bylo popsáno 26 druhů v následujících rodech:
- rod Macrotrema Regan, 1912
- rod Ophisternon McClelland, 1844
- rod Synbranchus Bloch, 1795
- rod Monopterus Lacepède, 1800
- rod Rakthamichthys Britz, Dahanukar, Standing, Philip, Kumar & Raghavan, 2020

## Hospodářský význam
Některé druhy hrdložábříkovitých představují hospodářsky významné chovné ryby. Hrdložábřík bílý (Monopterus albu), který se přirozeně vyskytuje v Orientální oblasti, je považován mnohými kulturami za pochoutku a jeho chov je pro mnohé země ekonomicky významný. Jsou chováni hlavně ve Vietnamu, Japonsku, Číně, Jižní Koreji a na Tchaj-wanu, odkud jsou exportováni do řady evropských zemí a Austrálie. V některých částech Asie se dokonce využívají k potřebám tradiční medicíny; kosti hrdložíbříků bílých mohou údajně odložit menopauzu a používají se i k léčbě jakýchkoliv rakovin v 1. stadiu. Podle některých výpočtů se v Asii denně spotřebuje 60 000 kg hrdložábříků bílých pro potřeby tradiční medicíny.

Ukázka porkmů z hrdložábříků bílých
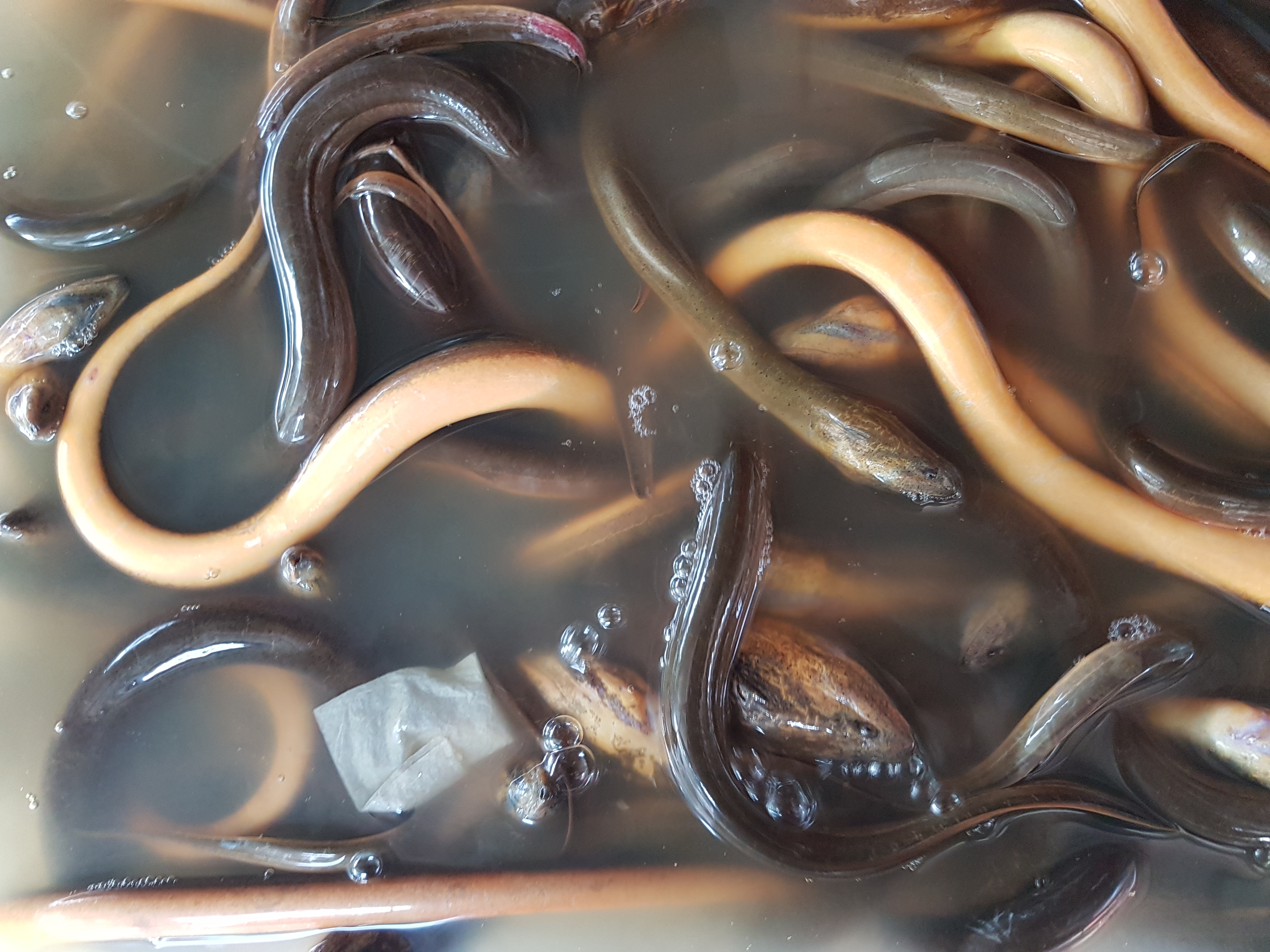
Káď hrdložábříků bílých ve filipínské restauraci
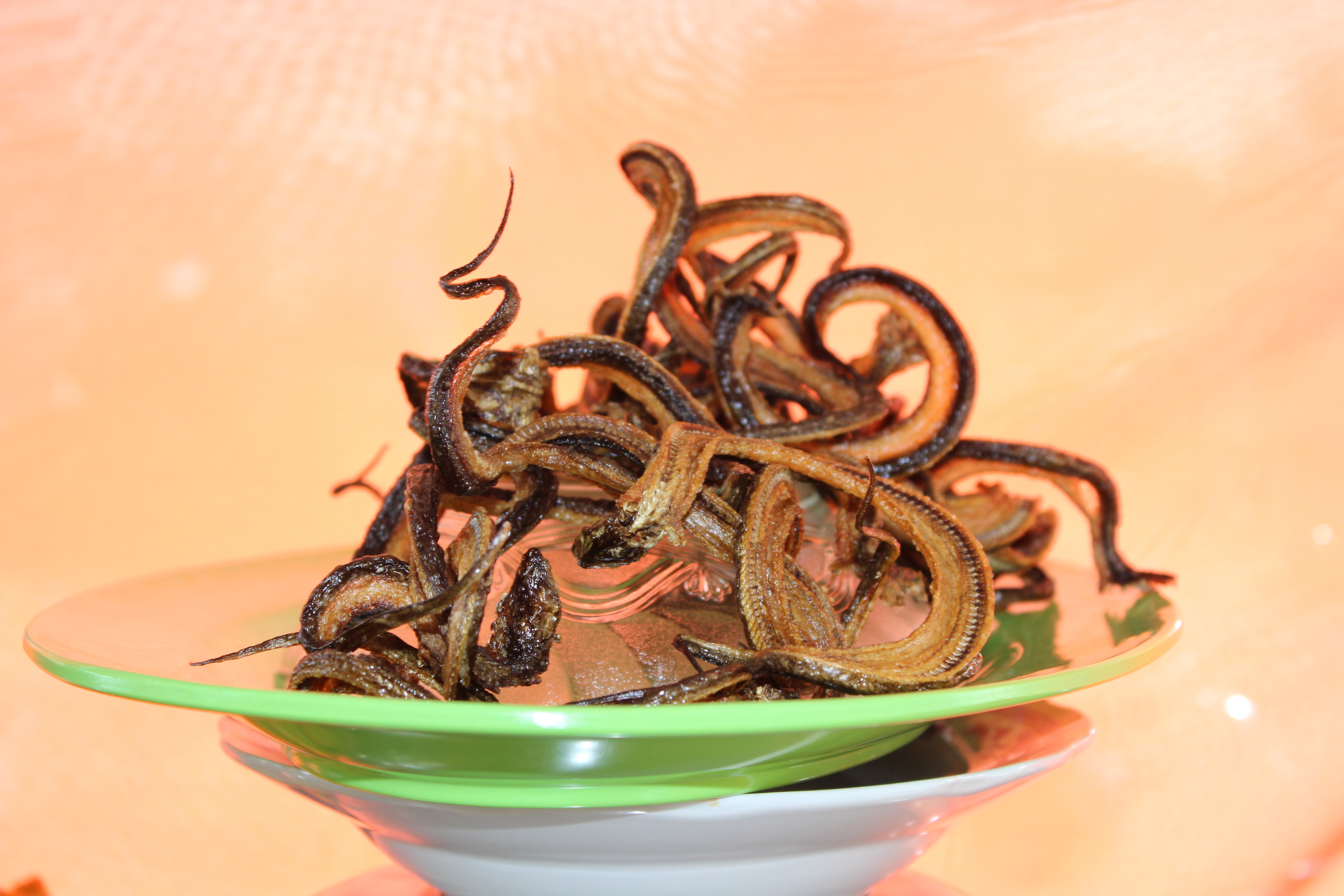
Baluik goreng, smažený pokrm ze Sumatry
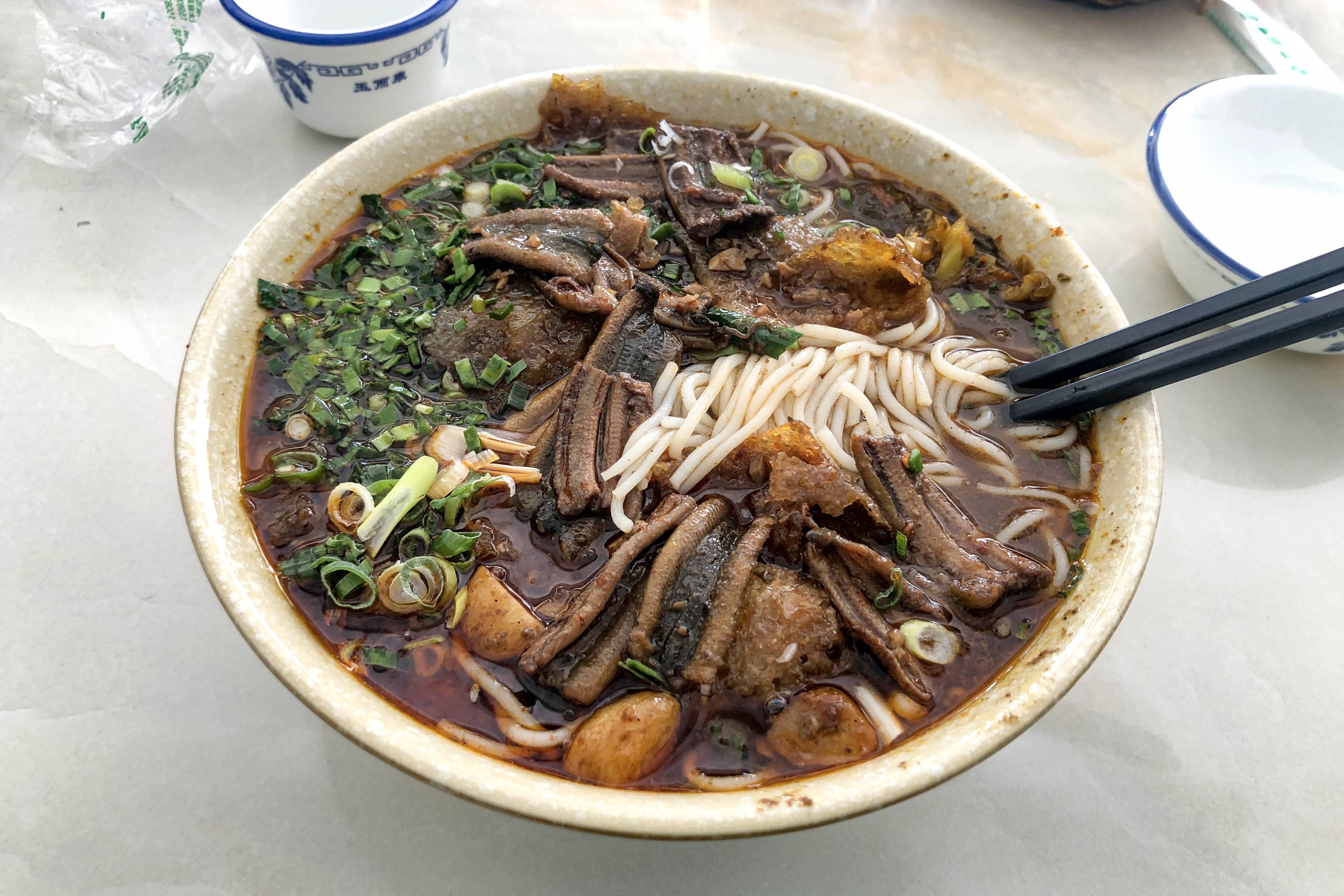
Hrdložábříci v nudlové polévce
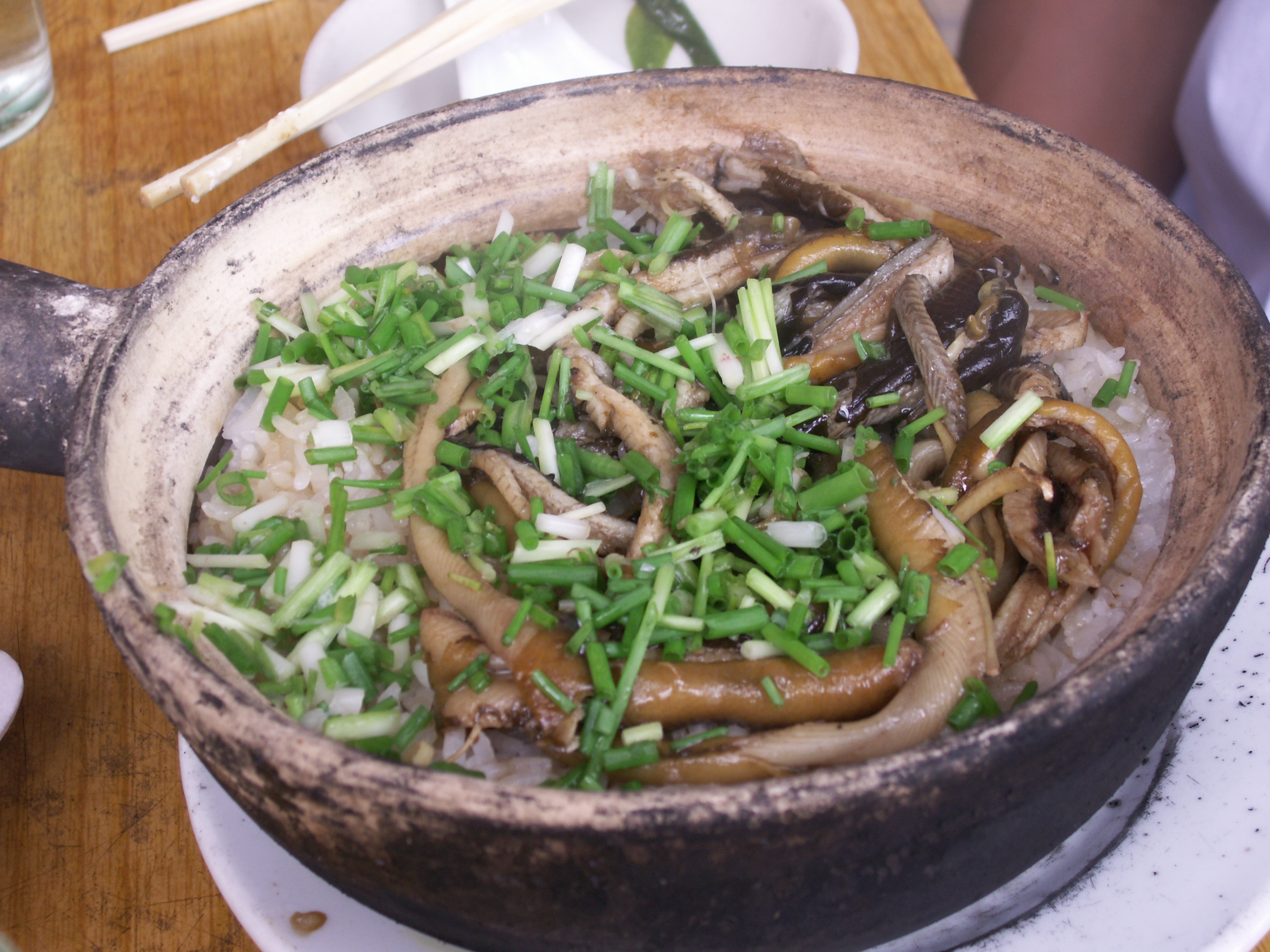
Hrdložábříci s rýží